# Midnight Commander

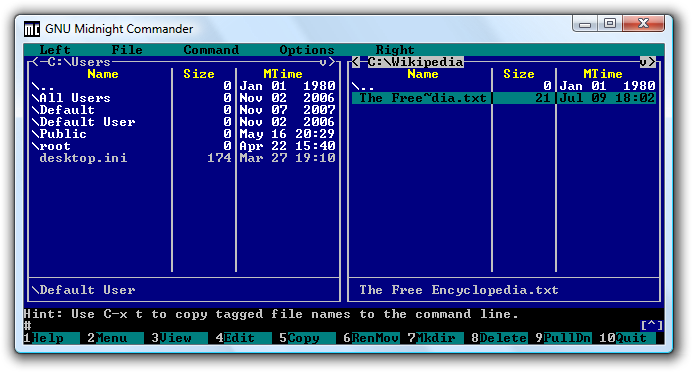
Windows Vista 上で動作する GNU Midnight Commander 4.1.36

GNU Midnight Commander（mc）は、自由なクロスプラットフォームのファイルマネージャであり、Norton Commander のクローンである。1994年にミゲル・デ・イカザによって開発されたものであり、現在はオープンソースコミュニティにより開発が続けられている。

## 概要
Midnight Commander はテキストユーザインタフェースのコンソールアプリケーションである。主要インタフェースはファイルシステムを表示する2つのパネルである。他のUnixシェルで動作するプログラムと似たような方法で使える。矢印キーでファイルを選択し、Insertキーでファイルを指定し、ファンクションキーで各種操作（名前変更、編集、コピーなど）を行う。途中のバージョンからマウス操作が可能になった。X端末で使う場合、操作に従ってウィンドウ名が変化する（端末エミュレータが対応している場合）。
RPMパッケージファイルの中身を見る機能がある。主要なアーカイブファイルのフォーマットに対応していて、それが1つのディレクトリであるかのように扱える。FTPあるいはFISHのクライアントとしても機能する。また、mcedit というエディタを内蔵しており、一部言語に対応したシンタックスハイライト機能、バイナリエディタ機能などを備えている。ユーザーは mcedit の代わりに外部のエディタを起動するように設定できる。
また、一般にファイルマネージャは1度に1つのファイルしか改名できないが、Midnight Commander は複数のファイルを1度に改名できる。これは多数のファイル群を操作するのに便利で、例えば一群のファイルを新たな命名規則に従って改名するといった使い方ができる。ファイルの名前はワイルドカードを使って指定でき、Unixの正規表現を改名に利用できる。
Midnight Commander は多くのLinuxディストリビューションに含まれており、GNU General Public License でライセンスされている。

## Unicodeサポート
2009年に開発版でのUnicodeサポートが始まっている。